# Kallikrateia
Kallikrateia (in greco Καλλικράτεια?) è un ex comune della Grecia nella periferia della Macedonia Centrale di 10881 abitanti secondo i dati del censimento 2001.

## Storia
La municipalità è stata soppressa a seguito della riforma amministrativa, detta piano Kallikratis, in vigore dal gennaio 2011 ed è ora compresa nel comune di Nea Propontida.

## Località
Kallikrateia è suddivisa nelle seguenti comunità:
- Agios Pavlos
- Lakkoma
- Nea Gonia
- Nea Kallikrateia
- Nea Silata.